# One Piece: Taose! Kaizoku Gyanzac
One Piece: Taose! Kaizoku Gyanzac (ONE PIECE 倒せ!海賊ギャンザック? lett. "One Piece: Sconfiggere il pirata Gyanzac!") è un OAV del 1998 diretto da Gorō Taniguchi, primo anime tratto dal manga One Piece di Eiichirō Oda (che si è detto molto soddisfatto del lavoro).
Prodotto dalla Production I.G, fu proiettato al Jump Super Anime Tour del 1998 (30º anniversario di Shonen Jump) al fianco di adattamenti analoghi di Seikimatsu Leader den Takeshi! e Hunter × Hunter e, come questi ultimi, distribuito successivamente in VHS.
L'OAV non adatta il manga ma presenta una storia originale ambientata prima del capitolo 23, e non ha alcuna relazione con la serie TV prodotta dalla Toei Animation l'anno successivo; anche i doppiatori sono diversi da quelli scritturati per essa. Ne è stata creata una trasposizione letteraria scritta da Tatsuya Hamazaki, pubblicata in italiano da Kappa Edizioni con il titolo One Piece.

## Trama
Mentre Monkey D. Rufy, Roronoa Zoro e Nami stanno morendo di fame in una barca in mezzo al mare, un mostro marino li attacca e li separa. Rufy e Zoro vengono trovati su un'isola da una bambina in armatura di nome Pesciolina, che li porta a casa di un vecchio dove vengono sfamati. L'uomo li esorta a lasciare il villaggio in fretta, poiché la maggior parte degli abitanti (incluso il padre di Pesciolina) sono stati portati via dal pirata Gunjack e la sua ciurma per lavorare nella Torre del Diavolo. Pesciolina dice a Rufy che c'è un sacco di cibo nella Torre del Diavolo, e se batte Gunjack e il suo equipaggio può avere tutto quello che può mangiare. Rufy si precipita quindi verso la torre, seguito da Pesciolina e Zoro. All'interno della torre, Pesciolina viene rapita e portata fuori da Nami che sembra essersi unita a Gunjack. Rufy la segue e a quel punto appare proprio Gunjack, che è dotato di un'armatura a forma di granchio con armi nascoste e controlla il mostro marino che ha affondato la nave di Rufy. Gunjack spara su Rufy una sostanza rosa che lo immobilizza, mentre nella torre Zoro viene costretto ad arrendersi per evitare che gli abitanti vengano uccisi.
Al successivo banchetto, mentre Zoro, Rufy e Pesciolina sono in catene, Gunjack insulta Rufy e lo schernisce calpestando il suo cappello. In quel momento gli abitanti del villaggio attaccano la torre usando la dinamite che erano costretti a trasportare, e durante la battaglia Nami libera i compagni e Pesciolina affermando di aver finto di tradirli per rubare il tesoro di Gunjack. Quando i quattro si uniscono alla battaglia, Gunjack mostra loro la nave da guerra a cui gli abitanti stavano lavorando e spara un colpo di cannone che distrugge parte dell'isola. Rufy e Zoro assaltano allora la nave, affrontando rispettivamente Gunjack e i suoi alleati. Rufy ha inizialmente la peggio contro Gunjack, che lo incatena e si prepara a decapitarlo; il ragazzo però viene protetto da Pesciolina, che cade a terra mentre il suo elmo vola via. Rufy si arrabbia abbastanza da riuscire a rompere le catene, e sconfigge Gunjack. Nel frattempo Zoro si libera facilmente dei pirati, e quando si prepara ad affrontare il mostro marino, quest'ultimo viene ucciso dalla dinamite lanciata dagli abitanti. Alzatosi in piedi, Gunjack spara un'altra cannonata sull'isola, ma Rufy lo scaglia contro il proiettile uccidendolo.
Rufy, Nami e Zoro si preparano a partire su una piccola barca; Nami è delusa dal fatto che Gunjack non avesse alcun tesoro, mentre Rufy si gode la grande quantità di cibo. Pesciolina, finalmente senza armatura, corre verso la barca e regala a Rufy un salvagente con la scritta "Grazie". Quindi i tre amici si avviano verso la Rotta Maggiore.

## Personaggi e doppiatori
- Monkey D. Rufy (モンキー・D・ルフィ?, Monkī Dī Rufi), doppiato da Urara Takano.
- Roronoa Zoro (ロロノア・ゾロ?), doppiato da Wataru Takagi.
- Nami (ナミ?), doppiata da Megumi Toyoguchi.
- Gunjack (ギャンザック?, Gyanzakku), doppiato da Norio Wakamoto. È un pirata con un'armatura simile ad un granchio (ma si offende quando la gente lo chiama granchio) e armi nascoste, nonché il capitano dei Pirati di Gunjack e il principale antagonista, infatti costrinse gli abitanti dell'isola a lavorare per costruirgli una "Torre del Diavolo".
- Pesciolina (メダカ?, Medaka), doppiata da Jun Tanaka. Vive su un'isola invasa dai Pirati di Gunjack. È la figlia di Hering e Sayori. Sua madre era nella marina. Odia molto i pirati e vuole salvare suo padre che è stato portato via, quindi incoraggia Rufy e gli altri a sconfiggere Gunjack.
- Hering (ヘリング?, Heringu), doppiato da Ikuya Sawaki. È il padre di Pesciolina e lavora forzatamente per Gunjack. Sebbene non sia un combattente addestrato, Hering è un uomo robusto e disposto a usare armi improvvisate che vanno dalle pale alla dinamite. È anche un abile leader e stratega.
- Skid (スキッド?, Sukiddo), doppiato da Takkō Ishimori. È il nonno di Medaka e un anziano del loro villaggio.